# Shanghai Express (film)
Shanghai Express is een Amerikaanse dramafilm uit 1932 onder regie van Josef von Sternberg.

## Verhaal
Tijdens de Chinese Burgeroorlog spoort een groep reizigers met de Shanghai Express van Peking naar Shanghai. Onder hen is de beroemde avonturierster Shanghai Lily. Zij had vroeger een relatie met de Britse arts Donald Harvey, die zich ook in de trein bevindt. Dokter Harvey wordt ontvoerd door Chinese rebellen.

## Rolverdeling
| Acteur                 | Personage           |
| ---------------------- | ------------------- |
| Marlene Dietrich       | Shanghai Lily       |
| Clive Brook            | Dokter Harvey       |
| Anna May Wong          | Hui Fei             |
| Warner Oland           | Henry Chang         |
| Eugene Pallette        | Sam Salt            |
| Lawrence Grant         | Mijnheer Carmichael |
| Louise Closser Hale    | Mevrouw Haggerty    |
| Gustav von Seyffertitz | Eric Baum           |
| Emile Chautard         | Majoor Lenard       |